# علي بن محمد بن إسحاق البلادي
السيّد علي بن محمد بن إسحاق البلادي (ت. 1279 هـ) رجل دين شيعي بحراني من قرية البلاد القديم وهو مؤسس مسجد الدارة في هذه القرية. تتلمذ على محمد بن خلف الستري، وتتلمذ عليه أحمد آل طعان وكان أكثر دراسته وتحصيله في البحرين عنده.
لم يُرصد من مؤلفات البلادي إلّا الأسئلة الشُبّرية وهو يحتوي أجوبة بعض المسائل التي أرسلها إليه شبر الستري، وقد أجاب عنها وأرسلها إليه ونقضها السيد شبر وأرسلها إليه مرّة أخرى، وقد كتب آغا بزرگ الطهراني في الذريعة كتابين بعنوان الأسئلة الشُبّرية فواحدٌ هو الحاوي لأجوبة ابن إسحاق البلادي، والآخر يحوي أجوبة بعض المسائل التي وجّهها شُبّر الستري نفسه إلى أحمد آل طعان.
تُوفيّ ابن إسحاق البلادي في قريته البلاد القديم، وقد دُفن في مقبرة أبو عنبرة (الشيخ راشد).

### الكتب
- أنوار البدرين في تراجم علماء القطيف والأحساء والبحرين. علي البلادي، طبع النجف - العراق، عام 1377 هـ، منشورات مطبعة النعمان.
- الذريعة إلى تصانيف الشيعة. آغا بزرگ الطهراني، طبع بيروت - لبنان، 1403 هـ / 1983 م، منشورات دار الأضواء.

### إشارات مرجعية
1. ↑  البلادي، علي. أنوار البدرين ومطلع النيّرين في تراجم علماء القطيف والأحساء والبحرين. ص. 251. مؤرشف من الأصل في 2019-01-12.
2. 1 2 3  
البلادي، علي. أنوار البدرين ومطلع النيّرين في تراجم علماء القطيف والأحساء والبحرين. ص. 252. مؤرشف من الأصل في 2019-01-11.
3. ↑  
الطهراني، آغا بزرگ. الذريعة إلى تصانيف الشيعة - ج2. ص. 87. مؤرشف من الأصل في 2019-12-15.